# Patu (Rio Grande do Norte)
Pour les articles homonymes, voir Patu.
Patu est une municipalité brésilienne située dans la microrégion d'Umarizal de l'État du Rio Grande do Norte.